# Christian Dior
Christian Dior (født 21. januar 1905 i Granville, Normandiet, Frankrig, død 24. oktober 1957 i Montecatini Terme, Italien) var en indflydelsesrig fransk modeskaber og stifter af et af verdens førende modehuse, Dior. 
Dior er frem for alt kendt for The New Look, og deres designer tasker som han præsenterede 1947.

## Liv
Christian Dior blev født i Granville i 1905. Hans familie, der lavede gødning, havde forhåbninger som at han ville blive diplomat, men Dior ønskede kun at blive en del af modeverdenen. For at tjene penge solgte han tegninger af tøj for omkring 10 cents stykket. Efter at have forladt skolen fik han penge af sin far, så han i 1928 kunne starte et lille galleri, hvor han solgte kunst af blandt andre Pablo Picasso. 
Efter en krise, som resulterede i at faderen mistede sin forretning, blev Dior tvunget til at lukke galleriet. Fra trediverne til fyrrerne arbejdede han med Robert Piguet til han blev indkaldt til hæren. Efter at have forladt hæren i 1942, begyndte Dior at arbejde hos modehuset Lucien Lelong, hvor han og Pierre Balmain var hoveddesignere. Under Anden Verdenskrig iklædte Dior hustruerne til naziofficiere og deres franske samarbejdere. Den 8. oktober 1946 startede Dior sit eget modehus med hjælp fra bomuldsfabrikanten Marcel Boussac. Efter 12 år var firmaet udvidet til 15 lande og over 2000 ansatte.
Hans første kollektion hed Corolle og blev præsenteret i begyndelsen af 1947. Dog har "New Look" tidligere været brugt om linjen; den blev skabt af Carmel Snow, redaktøren på "Harper's Bazaar". Diors linje var mere lystig end moden under krigen. Han var en mester i at lave former og silhuetter. Dior skal have sagt "Jeg har designet blomsterkvinder". Hans New Look arbejdede i særdeleshed med spidse skuldre, slank talje, en fremhævet barm og ankellange kjoler; derfor fik modellerne en meget buet form. Hans design repræsenterede til stadighed en klassisk elegance, som fremhævede det kvindelige. Kvinderne protesterede dog mod, at deres ben blev dækket til, da de havde været vant til at der var begrænsninger under krigen. Der var også et andet problem idet at Diors design krævede meget stof. New Look revolutionerede kjolerne og genetablerede Paris som center for modeverdenen efter Anden Verdenskrig. 
Dior designede også undertøj og nattøj for kvinder med mærket Christian Dior Lingerie.
Dior Homme fik i år 2000 nyt liv, da Hedi Slimane overtog stillingen som kreativ chef. I juli 2007 forlod han posten, hvorefter designer Kris Van Assche fra Antwerpen tog over.
Han var modens ukronende konge, og millioner af kvinder var optaget af at følge hans påfund. Der blev dog stiftet en anti-Dior forening, som påstod at have en million medlemmer. Ingen senere moderskaber er blevet så forgudet og forhadt.[kilde mangler]

## Død
Dior døde på en ferie i Montecatini i Italien den 23. oktober 1957. Nogle siger, at han døde af hjertestop efter et fiskeben  i den gale hals. I Time magazines nekrolog stod der, at han døde af et hjertestop efter at have spillet kort.  
Efter Diors død fortsatte firmaet under ledelse af Yves Saint-Laurent. Fra 1996 til 2011 var John Galliano chefdesigner for Dior. 
John Galliano blev fyret, da han beruset kom med antisemitiske udtalelser under et cafebesøg.

## Ekstern henvisning
- Virksomhedens officielle hjemmeside

1. ↑  Navnet er anført på engelsk og stammer fra Wikidata hvor navnet endnu ikke findes på dansk.